# Schizopelma sorkini
Schizopelma sorkini é uma espécie de aranha pertencente à família Theraphosidae (tarântulas).